# Blind Faith (Black)
Blind Faith è il settimo e ultimo album in studio del cantautore  inglese Black, uscito nel 2015; l’album è, in realtà, l’undicesimo, se si considerano anche i dischi pubblicati come Colin Vearncombe invece che con lo pseudonimo Black.

## Tracce
Testi e musiche di Black.
1. The Love Show – 3:43
2. Don't Call Me Honey – 2:56
3. Good Liar – 3:17
4. Sleep Together – 2:45
5. Womanly Panther – 3:07
6. Who You Are – 2:59
7. Sunflower – 2:14
8. Not The Man – 3:23
9. Ashes Of Angels – 2:23
10. Stone Soup – 3:07
11. When It's Over – 2:54
12. Beautiful – 2:32
13. Parade – 3:02